# PUKY
Puky, Eigenschreibweise PUKY, ist ein deutscher mittelständischer Hersteller von Kinderfahrzeugen mit Sitz in Wülfrath (nahe Düsseldorf, NRW). Puky-Produkte sind in der Konsumgüterindustrie angesiedelt. Zum Produktprogramm gehören Rutschfahrzeuge, Laufräder, Dreiräder, Roller, Gokarts und Kinderfahrräder sowie Zubehör. Das eigenständige Unternehmen beschäftigt am Standort Wülfrath über 100 Mitarbeiter. Darüber hinaus arbeiten über 400 Menschen mit unterschiedlichen Graden der Behinderung in insgesamt zehn Werkstätten für Puky.

## Geschichte
Innerhalb der Schlessmann GmbH, die der frühere NSU-Generalvertreter Hermann Schlessmann in Düsseldorf gegründet hatte, wurde 1949 auf Vorschlag von Heinz Kuchenbecker die Abteilung „PUCK Kinderfahrzeuge“ gegründet. Zunächst produzierte man dort überwiegend hochwertige Ballonroller und Kinderfahrräder, später auch Dreiräder und GoKarts. Mit Ballonrollern war das Unternehmen 1950 zum ersten Mal auf der Spielwarenmesse in Nürnberg vertreten. 1950 wurde die eigenständige Firma „PUCK GmbH Fahrzeugfabrik“ gegründet. 1956 wurde die Wortmarke „PUCK“ wegen der Ähnlichkeit zur branchenverwandten österreichischen Steyr Daimler PUCH AG in „PUKY“ geändert. 1958 verlagerte das Unternehmen dann seine Produktion von Düsseldorf nach Wülfrath; zunächst mitten in den Stadtkern, dann 1991 in das nahe Industriegebiet „Zur Fliethe“. An diesem Standort verfügt Puky bis heute über ein Grundstück von etwa 27.000 m² und eine Produktions- und Lagerfläche von 8.100 m². Hier entwickelt, konstruiert und fertigt der Kinderfahrzeugspezialist seine Fahrzeuge. 2013 wurde ein weiterer Bauabschnitt zur Erweiterung der Montage und der Lagerflächen fertiggestellt.
Neben der Marke Puky bietet das Unternehmen unter der Marke Eightshot Mountainbikes für Kinder und Jugendliche an.

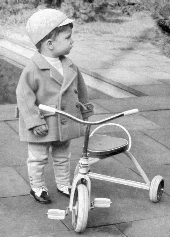
Modell: B1
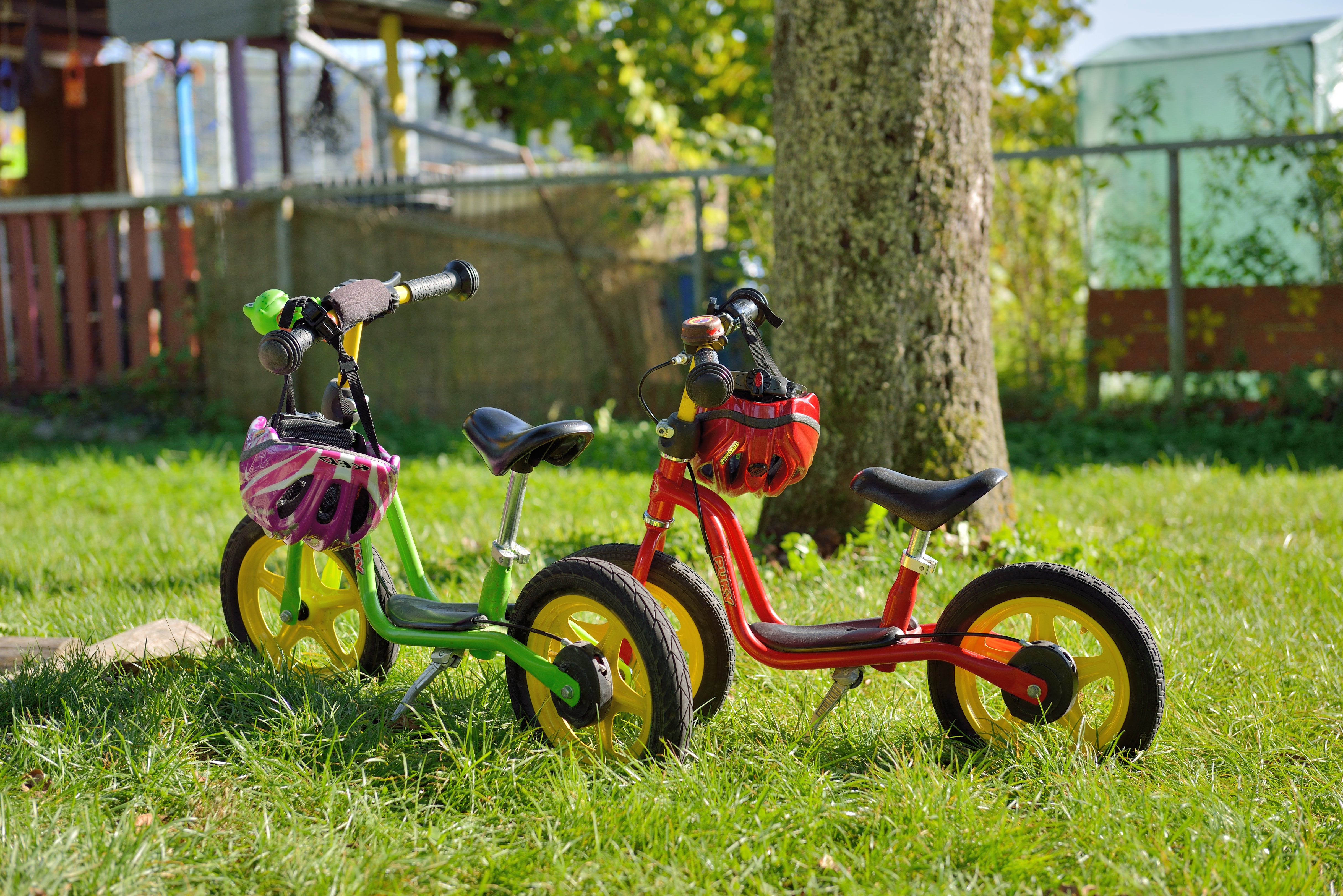
Zwei Kinderlaufräder
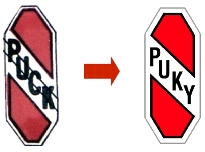
Von PUCK zu PUKY
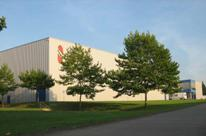
Werk in Wülfrath
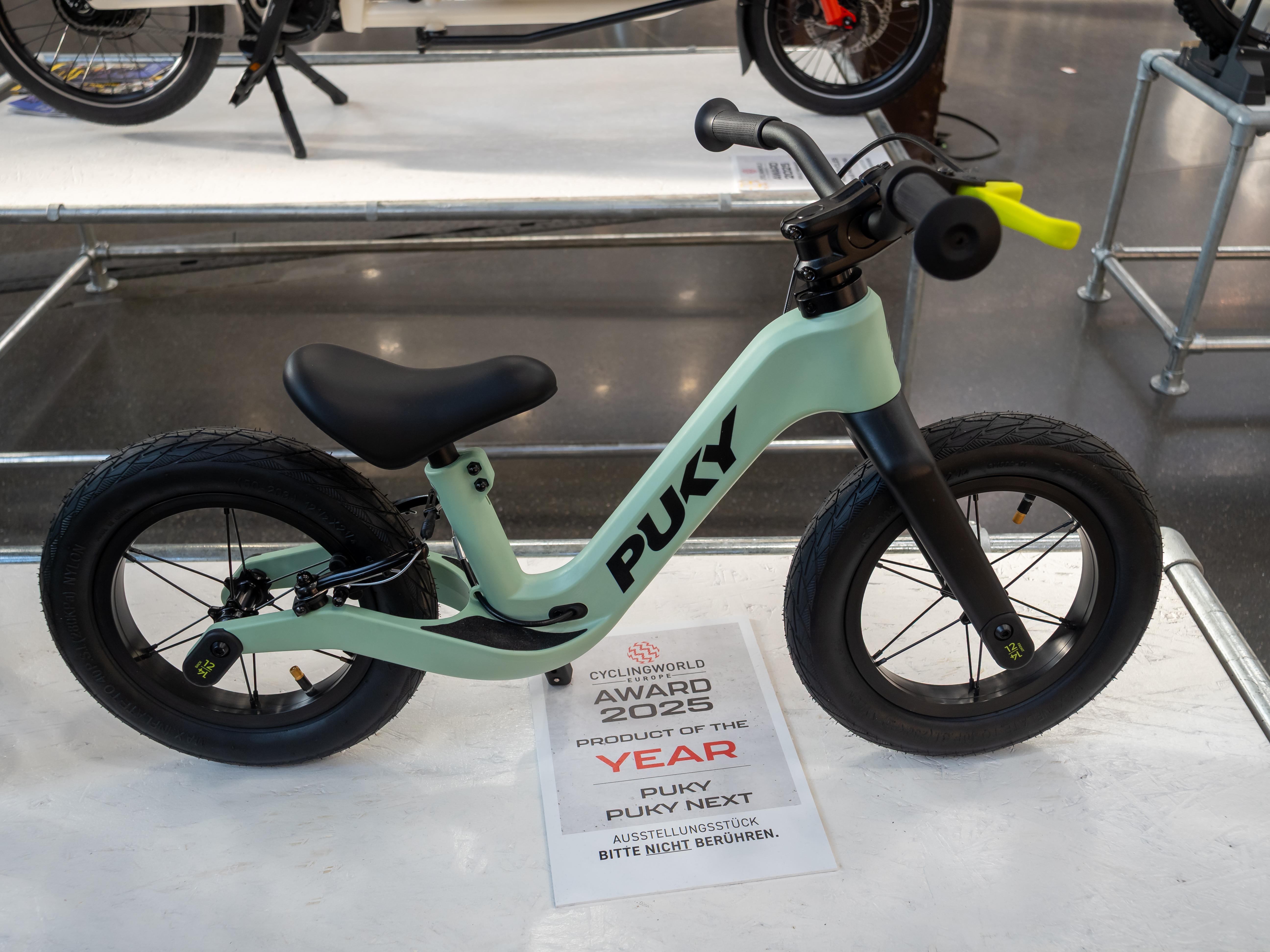
Puky Next (mitwachsendes Laufrad)